# Louis M. Kunkel
Louis Martens Kunkel (* 13. Oktober 1949 in New York City) ist ein US-amerikanischer Genetiker und Mediziner.
Kunkel machte 1971 seinen Bachelor-Abschluss am Gettysburg College und wurde 1978 an der Johns Hopkins University promoviert. Seine Dissertation trug den Titel The identification, purification, and characterization of a portion of human Y-chromosome DNA. Als Post-Doktorand war er zwei Jahre an der University of California, San Francisco und forschte danach in Pädiatrie und Genetik am Children´s Hospital in Boston. 1982 wurde er dort zuerst Instructor und dann Associate Professor in der Abteilung Genetik. 1983 bis 1989 war er Lecturer in Neurobiologie an der Harvard Medical School. Ab 1989 war er Leiter der Genetik am Children´s Hospital in Boston (dem pädiatrischen Lehrkrankenhaus der Harvard Medical School) und seit 2004 Associate Director der Pädiatrie am Children´s Hospital. Er leitet dort ein Programm, das die medizinischen und genetischen Daten und die Daten von Umweltfaktoren aller dort behandelten Kinder zur wissenschaftlichen Auswertung sammelte (Gene Partnership). Er ist Professor für Pädiatrie und Genetik an der Harvard Medical School und forscht auch seit 1990 am Howard Hughes Medical Institute.
Kunkel untersuchte insbesondere die Grundlagen von Erkrankungen des neuromuskulären Systems. 1986/87 identifizierte er das Protein Dystrophin und das zugehörige Gen, das bei der Erbkrankheit der Muskeldystrophie vom Typ Duchenne und Becker mutiert ist. Seitdem identifizierte er mit Mitarbeitern über ein Dutzend Gene, die mit Dystrophin zusammenhängen, und fand die Ursache von Gliedergürteldystrophien in Mutationen in drei dieser Gene. Er entwickelte in seinem Labor Methoden der Positionellen Klonierung, die zu besseren Diagnoseverfahren für die von ihm untersuchten Erbkrankheiten führten.
1989 erhielt er den Gairdner Foundation International Award, 1989 den Passano Award in medizinischer Forschung, 1988 den Royal Society Wellcome Foundation Prize und den Warren Alpert Foundation Prize, 2004 den William Allan Award und 2009 den March of Dimes Prize in Development Biology (für seine Entwicklung Positioneller Klonierungstechniken). Er ist Mitglied der National Academy of Sciences und der American Academy of Arts and Sciences.